# Mina Simington
Mina Simington, in originale Mikage Sagiri (狭霧深影?, Sagiri Mikage), è un personaggio della serie anime/manga Yu-Gi-Oh! 5D's.

## Il personaggio
Mina è la posata assistente di Jack Atlas, di cui è innamorata, e lavora per il direttore generale di Nuova Città di Domino, Rex Goodwin. È a conoscenza delle vere origini di Jack, nato non a Nuova Domino, come si vuole far credere, ma nel Satellite, e del piano segreto di Goodwin, intento a riunire i Predestinati.

## Storia

### Prima serie
All'inizio, Mina sembra non avere molta esperienza nel suo lavoro, per cui Lazar la stuzzica, mettendo in risalto gli errori della ragazza.
Prima che Jack duelli al termine della Fortune Cup, Mina gli dice che, qualunque sarà l'esito dell'incontro, per lei rimarrà sempre un campione. Uscito sconfitto, Atlas viene trattenuto in ospedale, a causa delle lesioni riportate durante il combattimento, e Simington lo assiste.
Dalle telecamere di sorveglianza, Mina viene a sapere che Jack, fuggito dall'ospedale, ha duellato contro l'agente Trudge, soggiogato dal veleno del ragno, aiutato da una ragazza, Carly Carmine. Accompagnata da Trudge, si reca nell'appartamento di quest'ultima per riportare a casa Atlas, ma il ragazzo non vuole seguirla. Gelosa, Simington prende in antipatia Carly, e lascia l'abitazione. Mina e Trudge pedinano Jack, giù di morale per aver perso la reputazione di campione, e la Carmine al luna park.
Mina, Carly e Trudge accompagnano Jack nel Satellite a bordo di un elicottero pilotato da un dipendente dell'ex Re dei Duelli. Durante il viaggio, Simington rivela alla Carmine che non fu un terremoto a separare il Satellite da Nuova Città di Domino, bensì un malfunzionamento del primo Reattore Ener D, una verità volutamente tenuta segreta dai potenti.
Mina rivela a Jack i sentimenti che nutre verso di lui, ma quello non risponde; la ragazza intuisce che egli pensi a Carly, scomparsa.
Mina spiega che le quattro centrali che controllano il Reattore Ener D hanno dei nomi in codice, quelli dei temibili Immortali Terrestri posseduti dai Predestinati Oscuri. Ella si reca con Akiza Izinski alla centrale Ccaraihua, dove si trova la Predestinata Oscura Misty Tredwell.